# Дом с часами на стене
«Дом с часа́ми на стене́» (англ. House with a Clock in Its Walls) — готический роман американского писателя Джона Беллэрса, предназначенный для молодёжной аудитории. Впервые роман был опубликован в 1973 году. Книга была иллюстрирована Эдвардом Гори.

## История
Первоначально роман издавался как современная фантазия взрослых, но в то время подобные произведения не были популярны. Поэтому книга не произвела никакого впечатления на публике.
Второй издатель, которому было предложено издать «Дом с часами на стене» посоветовал Беллэрсу немного изменить содержание его книги, чтобы та стала книгой для молодёжной аудитории. Беллэрс так и сделал, и это предопределило дальнейшую судьбу произведения.
Книга получила ряд престижных наград, и в 1979 году произведение было адаптировано для телевидения.
| Награда                                                                       | Год       |
| ----------------------------------------------------------------------------- | --------- |
| American Library Association Children’s Books of International Interest Award | 1973      |
| New York Times Outstanding Books of 1973 Award                                | 1973      |
| South Carolina Children’s Book Award Nominee                                  | 1978-1979 |
| Michigan Young Readers Award Nominee                                          | 1980      |
| Maude Hart Lovelace Award Nominee (Minnesota)                                 | 1982      |

«Дом с часами на стене» стала одной из немногих книг Джона Беллэрса, переведённых на иностранные языки, в том числе и на русский.

## Экранизация
10 октября 2017 года начались съёмки фильма «Тайна дома с часами». Режиссёр Элай Рот, главные роли исполнили Кейт Бланшетт, Джек Блэк, Оуэн Ваккаро и Кайл Маклахлен. Премьера фильма в США состоялась 20 сентября 2018 года, в России — 27 сентября.